# 金谷园街道
金谷园街道，是中华人民共和国河南省洛陽市西工区下辖的一个乡镇级行政单位。

## 行政区划
金谷园街道下辖以下地区：
春晴路社区、白马集团社区、健康西路社区、健康东路社区、八一北路社区和纱厂西路社区。